# Orion 11
Orion 11 var en planerad flygning som aldrig genomfördes, i det numera nedlagda Constellationprogrammet

## Färdplan
Skulle blivit den sista obemannade flygningen till Internationella rymdstationen.